# 金大鎮
金大鎮（韓語：김대진），韓國電視劇導演。

## 作品列表

### 電視劇
- 2006年：MBC《愛情無法擋》
- 2007年：MBC《拍賣行》
- 2008年：MBC《我人生的黃金期》
- 2009年：MBC《過得有滋有味》
- 2011年：MBC《幸福，像今天一樣》
- 2014年：MBC《Hotel King》
- 2015年：MBC《Kill Me Heal Me》
- 2016年：MBC《黃金口袋》
- 2018年：MBC《壞刑警》
- 2022年：TVING《豬玀之王》
- 2023年：JTBC《車貞淑醫生》

### 助理導演作品
- 2002年：MBC《羅曼史》
- 2003年：MBC《茶母》
- 2005年：MBC《第五共和國》

## 外部連結
- NAVER （页面存档备份，存于）